# Röntgenmikroskopie
Röntgenmikroskopie ist ein Mikroskopieverfahren, das statt sichtbarem Licht Röntgenstrahlung, also Strahlung im Wellenlängenbereich von 10 nm bis 1 pm nutzt. 
Röntgenstrahlung bietet zunächst den Vorteil der kürzeren Wellenlänge, was potenziell höhere Auflösung ermöglicht. Die Auflösung eines Mikroskops ist durch die halbe Wellenlänge begrenzt. 
Darüber hinaus unterscheidet sich die Wechselwirkung von Röntgenstrahlung mit Materie von der des sichtbaren Lichtes (zum Beispiel Durchdringungsvermögen, immanenter Elementkontrast, Brechungsindizes), womit ergänzende Informationen über die Probe gewonnen werden können. Vor allem steigt die Informationstiefe an. Es können Informationen auch aus tieferen Schichten als mit Lichtmikroskopen gewonnen werden.
Problematisch war bisher, dass zum Bau eines Mikroskops Sammellinsen notwendig sind. Um eine Sammellinse bauen zu können, muss man jedoch ein Material für die Linse benutzen, dessen Brechungsindex größer als 1 ist. Für den Frequenzbereich von Röntgenstrahlung sind die Brechungsindizes für verfügbare Materialien jedoch kleiner 1. Man bedient sich unter Anwendung des Fresnelschemas sogenannter Zonenplatten, um den Röntgenstrahl zu fokussieren. Diese fungieren als Linsen analog zum klassischen Mikroskop; allerdings nutzen sie nicht die Brechung, sondern die Beugung der Röntgenwellen.
Brauchbare Linsen für Röntgenstrahlung, die nach dem Prinzip der Brechung (d. h. der „Refraktion“) funktionieren, sind nur für Wellenlängen unter 1 nm Wellenlänge herstellbar (s. Refraktive Röntgenlinse), und für den wichtigen Spektralbereich des „Wasserfensters“ zwischen 2,4 nm und 4,4 nm, in dem wässrige Proben einen guten Absorptions- und Phasenkontrast zeigen, daher nicht realisierbar. Die moderne, hochauflösende Röntgenmikroskopie erreicht 20 bis 30 nm Auflösung und nutzt in diesem Spektralbereich ausschließlich Fresnel-Zonenplatten, vgl. auch Röntgenoptik.
Man unterscheidet zwischen abbildenden und rasternden Mikroskopen.
Abbildende Mikroskope arbeiten in der Regel in Transmission. Dabei wird das untersuchte Probenstück von „vorne“ gleichmäßig ausgeleuchtet und die die Probe durchdringende Strahlung durch eine Optik auf einen ortsauflösenden Detektor (z. B. CCD-Sensor) abgebildet.
Bei den rasternden Mikroskopen wird die Röntgenstrahlung mit Hilfe von Spiegeln unter streifendem Einfall, Spiegel mit Vielschichtsystemen, Fresnel-Zonenplatten oder refraktiven Röntgenlinsen fokussiert.
Die Probe wird durch den Fokus bewegt und an jeder Probenposition das gesamte von der Probe kommende Licht gemessen und als Helligkeitswert für das Bild genommen.
Neben dem reflektierten Licht können auch andere von der Probe stammende Teilchen oder Strahlung zur Bildgebung genutzt werden.
Dies sind beispielsweise:
- Streustrahlung (Beugungsanalyse)
- Reflektierte Strahlung
- Transmittierte Strahlung
- Lumineszenzlicht
- Die gesamte Elektronenausbeute
- Photoelektronen
- Photonen-stimulierte Ionen-Desorption

Um hochaufgelöste Bilder mit einem abbildenden Röntgenmikroskop in wenigen Sekunden und mit einem rasternden Röntgenmikroskop in wenigen Minuten aufnehmen zu können, wird sehr intensive Strahlung (Brillanz) benötigt.  Hierfür eignen sich als Röntgenquellen hauptsächlich die gerichtete Synchrotronstrahlung und neuerdings auch Plasmaquellen.
Gegenüber Elektronenmikroskopen ist für Röntgenmikroskope von Vorteil, dass 
wesentlich dickere Proben – bis zu typisch 10 µm – untersuchbar sind, dass dabei die in den Proben deponierte Dosis bis zu einem Faktor von 10 000 geringer ist und dass bei den Proben keine elektrische Leitfähigkeit vorausgesetzt wird.
Biologische Proben können „naturbelassen“ bleiben; d. h., sie müssen nicht – wie für die Untersuchung im Elektronenmikroskop nötig – mit Schwermetall gefärbt, getrocknet, in ein Stützmaterial eingebettet und nach dessen Erhärtung in typisch 100 nm dünne Schichten geschnitten werden. 
Entsprechend hoch sind die Erwartungen, mit der Röntgenmikroskopie artefaktfreie Abbildungen zu erhalten, was sich z. T. schon bestätigte.